# Kohlenwirtschaftsgesetz
Das Gesetz über die Regelung der Kohlenwirtschaft (kurz Kohlenwirtschaftsgesetz, manchmal fälschlich als Gesetz über die Sozialisierung der Kohlenwirtschaft oder des Kohlenbergbaus bezeichnet) ist ein Gesetz aus der frühen Phase der Weimarer Republik. Es stellt den Versuch dar, die Kohlewirtschaft als Schlüsselindustrie zu „sozialisieren“, d. h. zum Nutzen des gesellschaftlichen Gemeinwohles als Gemeinwirtschaft der staatlichen Lenkung zu unterstellen.

## Geschichte

### Entstehung
Das Kohlenwirtschaftsgesetz entstand auf Druck der Arbeiterbewegung nach der Novemberrevolution von 1918, d. h. in der Zeit des Umbruch von der Monarchie zur Republik kurz nach Ende des Ersten Weltkrieges.
Im Dezember 1918 beschloss das zentrale Organ der Arbeiterräte, der frisch konstituierte Reichsrätekongress, grundsätzlich die Sozialisierung von Schlüsselindustrien (insbes. den Kohle- und Kalibergbau). In der Folge setzte der von den Arbeiterräten kontrollierte Rat der Volksbeauftragten für die Vorbereitung der Umsetzung eine Expertenkommission, die Kommission zur Vorbereitung der Sozialisierung der Industrie (kurz: Sozialisierungskommission), ein. Diese Kommission erarbeitete bis Mitte Februar 1919 verschiedene Gutachten, Empfehlungen und Gesetzesentwürfe.
In ein Gesetz umgesetzt wurden die Vorschläge der Sozialisierungskommission im März 1919, also nach dem ersten Zusammentreten der verfassungsgebenden Weimarer Nationalversammlung, unter der ersten neuen Regierung, dem Kabinett Scheidemann mit dem Wirtschaftsminister Rudolf Wissell. Neben dem übergeordneten Sozialisierungsgesetz wurden als erste Anwendung zwei Gesetze für die Bergbauindustrie, nämlich den Kohlen- und den Kalisalzbergbau, erlassen.
Da sich die Bildung der im Gesetz vorgesehenen Organe (siehe unten) verzögerte, ergänzte die nächste Regierung, das Kabinett Bauer, das Gesetz im September desselben Jahres 1919 durch Ausführungsbestimmungen.

### Änderungen
In der Form von September 1919 blieb das Kohlenwirtschaftsgesetz über die gesamte Dauer der Weimarer Republik, bis zum Beginn des Dritten Reiches im Jahre 1933, unverändert in Kraft.
Nach der Machtergreifung beabsichtigten die Nationalsozialisten, das Kohlenwirtschaftsgesetz anzupassen, um die Kohle als strategisch wichtigen Rohstoff – auch mit Blick auf einen bevorstehenden Krieg – besser in die wirtschaftliche Gesamtstrategie des NS-Regimes einzubinden. Noch 1933 wurde ein erster Entwurf für eine neue Gesetzesfassung unter der Führung von Erich Winnacker, dem Sonderbeauftragten des Reichswirtschaftsministers für Kohlefragen, erarbeitet. Dieser Entwurf wurde jedoch wegen Uneinigkeit zwischen Winnacker und dem neuen Reichswirtschaftsminister Hjalmar Schacht sowie unter den einzelnen Syndikaten (siehe unten) nicht umgesetzt. Stattdessen wurden 1933 nur einige geringfügigen Änderungen (Neuordnung der Stein- und Braunkohlesyndikate) beschlossen.
Auch ein zweiter Versuch einer grundlegenden Neufassung im Jahre 1936/37 und 1940/41 durch Winnackers Nachfolger Heinrich Schlattmann scheiterte am Widerstand der Syndikate. In der weiteren Folge blieb es bei der Erweiterung des Gültigkeitsbereiches des Gesetzes bzw. anderer kohlenwirtschaftlicher Vorschriften auf Grund der Ausweitung des Reichsgebietes:
- nach dem Anschluss von Österreich 1938[11]
- nach der Annektierung des Sudetenlandes 1939[12]
- nach der Besetzung weiterer deutscher Ostgebiete 1940[13]

So blieben die geschaffenen Strukturen mit geringen Änderungen im Dritten Reich (u. a. Bildung weiterer Pflichtgemeinschaften wie der Reichsvereinigung Kohle und der BRABAG) und sogar über das Ende des Zweiten Weltkrieges hinaus in ihren Grundsätzen erhalten und wurden erst im Rahmen der Entflechtung der deutschen Montanindustrie durch die Alliierten (insbes. die USA) aufgebrochen.

## Inhalte

### Zentrale Lenkung
Das Kohlenwirtschaftsgesetz legte fest, dass die deutsche Kohlenwirtschaft unter der Oberaufsicht des Deutschen Reiches in Person des Reichswirtschaftsminister zentral organisiert werden sollte.
Hierfür wurden gemäß §5 die Preise, Preisnachlässe, Lieferbedingungen, die regionale Aufteilung der Absatzmärkte, Löhne und sonstige Arbeitsbedingungen vom Minister auf Basis der Empfehlung des Reichskohlenrates vorgegeben. Dieser Rat sollte gemäß §3 des Gesetzes ein Selbstverwaltungsorgan der Kohlewirtschaft darstellen; er war gemischt besetzt mit Vertretern von Industrie und Arbeitnehmern sowie aus verschiedenen Zweigen der Kohleindustrie und der Kunden.
Die Unternehmen der Kohlewirtschaft blieben im Privatbesitz, mussten aber gemäß § 2 des Gesetzes „Verbände“ (Syndikate, Kartelle) bilden (siehe unten). Die Kohlensyndikaten waren wiederum im Reichskohlenverband zusammengeschlossen, der als reiner Industrieverband dem Reichskohlenrat gegenüberstand.

### Syndikate
In Anwendung von §1 des Gesetzes wurden nach §3 der Ausführungsbestimmungen sieben Syndikate für Steinkohle, drei Syndikate für Braunkohle, ein regionales Syndikat für Bayerische Braun-, Stein- und Pechkohle sowie ein nationales Syndikat für Gaskoks gebildet:
| Kohle                           | Bezirk                                          | Bergrevier(e) | Syndikat, Sitz                                                             | Bemerkung |
| ------------------------------- | ----------------------------------------------- | --- | -------------------------------------------------------------------------- | --- |
| Steinkohle                      | Niederrhein-Westfalen                           | - Ruhrrevier - Aachener Revier (ab 1934) - Saarrevier (ab 1935)                                                                  | Rheinisch-Westfälisches Kohlen-Syndikat (RWKS), Essen                      | |
| Steinkohle                      | Aachen                                          | - Aachener Revier | Aachener Steinkohlen-Syndikat, Kohlscheid                                  | 1934 ins RWKS integriert |
| Steinkohle                      | Saargebiet                                      | - Saarrevier | ?                                                                          | wegen der Abtrennung vom Deutschen Reich ab 1920 nicht dem KWG unterworfen; nach der Wiedervereinigung 1935 ins RWKS integriert                |
| Steinkohle                      | Oberschlesien                                   | - Oberschlesisches Revier einschließlich: - Ostrau-Karwiner Revier                                                               | Oberschlesisches Steinkohlen-Syndikat, Gleiwitz                            | |
| Steinkohle                      | Niederschlesien                                 | - Niederschlesisches Revier | Niederschlesisches Steinkohlen-Syndikat, Waldenburg                        | |
| Steinkohle                      | Sachsen                                         | - Freital-Döhlener Revier - Lugau-Oelsnitzer Revier - Zwickauer Revier                                                           | Sächsisches Steinkohlen-Syndikat, Zwickau                                  | |
| Steinkohle                      | Niedersachsen                                   | - Obernkirchener Revier - Barsinghausener Revier - Ibbenbürener Revier - Mindener Revier ?                                       | Niedersächsisches Steinkohlen-Syndikat, Hannover                           | weitgehend unter der Kontrolle der Preussag |
| Braunkohle                      | Rheinland                                       | - Rheinisches Braunkohlerevier einschließlich: - Westerwälder Braunkohlerevier - (Süd-)Hessisches Braunkohlerevier (ohne Kassel) | Rheinisches Braunkohlen-Syndikat, Köln                                     | entstanden aus dem Rheinischen Braunkohlenbrikett-Verkaufsverein („Union“)                                                                     |
| Braunkohle                      | Mitteldeutschland                               | - Mitteldeutsches Braunkohlerevier einschließlich: - Helmstedter Revier - Kasseler Revier                                        | Mitteldeutsches Braunkohlen-Syndikat, Leipzig                              | entstanden aus Verkaufsverein der Sächsischen Braunkohlenwerke und Verkaufsverein Thüringische Braunkohlenwerke                                |
| Braunkohle                      | Ostelbien                                       | - Ostelbisches Braunkohlerevier einschließlich: - Oberlausitzer Revier - Niederlausitzer Revier                                  | Ostelbisches Braunkohlen-Syndikat, Berlin                                  | |
| Steinkohle Braunkohle Pechkohle | Bayern (rechtsrheinischer Teil, ohne die Pfalz) | - Oberpfälzer Braunkohlerevier - Oberbayerische Pechkohlerevier - Oberfränkisches Steinkohlerevier                               | Kohlensyndikat für das rechtsrheinische Bayern, München                    | |
| Gaskoks                         | Deutsches Reich                                 | Deutsches Reich | Wirtschaftliche Vereinigung deutscher Gaswerke, Gaskokssyndikat AG, Berlin | entstanden 1924 aus einer Fusion der Gaskokssyndikat AG in Köln mit der Wirtschaftlichen Vereinigung deutscher Gaswerke in Berlin (gegr. 1904) |